# Тедески, Сьюзан
Сью́зан Теде́ски (англ. Susan Tedeschi; род. 9 ноября 1970) — американская певица, гитаристка и автор песен. Имеет пять номинаций на премию «Грэмми» (в том числе, в 2000 году была номинирована на Премию «Грэмми» лучшему новому исполнителю).

## Биография и карьера
Родилась в 1970 году в США.
Начала свою музыкальную карьеру в 1990-х годах.

## Личная жизнь
С 2001 года Сьюзан замужем за музыкантом Дереком Траксом (род. 1979). У супругов есть двое детей — сын Чарльз Халил Тракс (род. в декабре 2001) и дочь София Нэйма Тракс (род. 2004).